# Oliver Helander
Oliver Helander (ur. 1 stycznia 1997) – fiński lekkoatleta specjalizujący się w rzucie oszczepem, olimpijczyk (2021, 2024).
Czwarty zawodnik mistrzostw świata juniorów młodszych w Doniecku (2013). Finalista mistrzostw Europy juniorów w 2015 oraz mistrzostw Europy do lat 23 w 2017. Odpadł w eliminacjach na mistrzostwach Europy w Berlinie (2018). W 2019 bez powodzenia startował w mistrzostwach świata i był czwarty podczas igrzysk wojskowych.
W 2024 został brązowym medalistą seniorskich mistrzostw Europy.
Medalista mistrzostw Finlandii, reprezentant kraju w meczach międzypaństwowych (w tym w Finnkampen).
Rekord życiowy: 89,83 (14 czerwca 2022, Turku).

## Osiągnięcia
| Rok  | Impreza                               | Miejsce    | Pozycja           | Wynik         |
| ---- | ------------------------------------- | ---------- | ----------------- | ------------- |
| 2013 | Mistrzostwa świata juniorów młodszych | Donieck    | 4. miejsce        | 75,36 (700 g) |
| 2015 | Mistrzostwa Europy juniorów           | Eskilstuna | 7. miejsce        | 74,81         |
| 2017 | Mistrzostwa Europy U23                | Bydgoszcz  | 7. miejsce        | 74,46         |
| 2018 | Mistrzostwa Europy                    | Berlin     | el. – 16. miejsce | 76,64         |
| 2019 | Mistrzostwa świata                    | Doha       | el. – 19. miejsce | 80,36         |
| 2019 | Światowe wojskowe igrzyska sportowe   | Wuhan      | 4. miejsce        | 74,62         |
| 2021 | Igrzyska olimpijskie                  | Tokio      | el. – 17. miejsce | 78,81         |
| 2022 | Mistrzostwa świata                    | Eugene     | 8. miejsce        | 82,24         |
| 2023 | Mistrzostwa świata                    | Budapeszt  | 7. miejsce        | 83,38         |
| 2024 | Mistrzostwa Europy                    | Rzym       | 3. miejsce        | 85,75         |
| 2024 | Igrzyska olimpijskie                  | Paryż      | 9. miejsce        | 82,68         |